# Копривникар, Петер
Петер Копривникар (словен. Peter Koprivnikar; 2 июля 1976, Марибор, СФРЮ) — словенский стрелок из лука, участник двух летних Олимпийских игр.

## Спортивная биография
В 1996 году Копривникар дебютировал на летних Олимпийских играх в Атланте. В индивидуальных соревнованиях Петер по итогам квалификационного раунда набрал 652 очка и занял 31-е место. В первом раунде словенский стрелок встретился с ирландцем Китом Хэнлоном и уступил ему 151:155. В командных соревнованиях сборная Словении в первом раунде обыграла сборную России 242:241, но в четвертьфинале в упорной борьбе уступили южнокорейской сборной 249:251.
На летних Олимпийских играх 2000 года в Сиднее Копривникар выступил только в индивидуальных соревнованиях. В предварительном раунде, набрав 624 очка, Копривникар показал 34-й результат и в первом раунде соперником словенца стал американец Батч Джонсон. Упорной борьбы в поединке не получилось и более мастеровитый Джонсон одержал уверенную победу со счётом 164:151
Наивысшим местом в мировом рейтинге для Копривникара является 83-е, полученное в мае 2002 года.